# Sant Just Desvern
Sant Just Desvern, zapis w jęz. hiszp. San Justo Desvern – miasto w Hiszpanii, leżące w pobliżu Barcelony w Katalonii w comarce Baix Llobregat.  Pierwsza historyczna wzmianka o mieście pochodzi z 965 r. (X wiek).